# 8e session du Comité du patrimoine mondial
La 8e session du Comité du patrimoine mondial a eu lieu du 29 octobre 1984 au 2 novembre 1984 au Centro Cultural General San Martín (es) de Buenos Aires, en Argentine.

## Participants
Les membres du comité du patrimoine mondial sont représentés par les États suivants :
- Algérie (vice-présidence)
- Allemagne de l'Ouest
- Argentine (présidence)
- Australie (vice-présidence)
- Brésil
- Chypre
- France (rapporteur)
- Guinée
- Italie
- Liban
- Libye
- Norvège (vice-présidence)
- Pakistan (vice-présidence)
- Panama
- Sénégal (vice-présidence)
- Suisse
- Turquie

La session inclut également les États et organisations suivantes :
- États observateurs :
  -  Bulgarie
  -  Canada
  -  Chili
  -  Colombie
  -  Égypte
  -  Espagne
  -  États-Unis
  -  Honduras
  -  Irak
  -  Madagascar
  -  Mexique
  -  Pérou
  -  Pologne
  -  Portugal
  -  Vatican
  -  Yougoslavie

- Organisations invitées à titre consultatif :
  - ICOMOS
  - UICN

- Organisations internationales gouvernementales et non-gouvernementales
- Fonds international pour la  promotion  de la  culture
- Fédération  internationale des  architectes paysagistes (en)

## Inscriptions

### Patrimoine mondial
Le Comité décide d'inscrire 22 sites sur la liste du patrimoine mondial, ainsi qu'une extension transfrontalière d'un site déjà inscrit. La liste compte alors 185 biens protégés.
La Colombie, l'Espagne, l'Inde, le Liban, le Malawi, le Vatican et le Zimbabwe connaissent leur première inscription.
Les critères indiqués sont ceux utilisés par l'Unesco depuis 2005, et non pas ceux employés lors de l'inscription des sites. Par ailleurs, les superficies mentionnées sont celles des biens actuels, qui ont pu être modifiées depuis leur inscription.
| Bien                                                         | Pays                 | Type                            | Superficie (ha) | Zone tampon (ha) | Lien | Notes | Coordonnées                          | Illus. |
| ------------------------------------------------------------ | -------------------- | ------------------------------- | --------------- | ---------------- | ---- | --- | ------------------------------------ | ------ |
| Châteaux d'Augustusburg et de Falkenlust à Brühl             | Allemagne de l'Ouest | Culturel (ii), (iv)             | 89              |                  | 288  | | 50° 49′ 30″ nord, 6° 54′ 36″ est     |        |
| Missions jésuites des Guaranis                               | Argentine            | Culturel (iv)                   |                 |                  | 275  | Extension transfrontalière du bien brésilien inscrit l'année précédente | 28° 32′ 35″ sud, 54° 15′ 58″ ouest   |        |
| Parc national de l'Iguazu                                    | Argentine            | Naturel (vii), (x)              | 55 000          |                  | 303  | | 25° 31′ 05″ sud, 54° 07′ 59″ ouest   |        |
| Parcs des montagnes Rocheuses canadiennes                    | Canada               | Naturel (vii), (viii)           | 2 299 104       |                  | 304  | Absorbe le site de Burgess Shale, inscrit en 1980 | 51° 25′ 30″ nord, 116° 28′ 48″ ouest |        |
| Port, forteresses et ensemble monumental de Carthagène       | Colombie             | Culturel (iv), (vi)             |                 |                  | 285  | | 10° 25′ 01″ nord, 75° 31′ 59″ ouest  |        |
| Mosquée de Cordoue                                           | Espagne              | Culturel (i), (ii), (iii), (iv) |                 |                  | 313  | Étendu en 1994 au centre historique de Cordoue | 37° 52′ 44″ nord, 4° 46′ 48″ ouest   |        |
| Alhambra et Generalife, Grenade                              | Espagne              | Culturel (i), (iii), (iv)       |                 |                  | 314  | Étendu en 1994 au quartier de l'Albayzín | 37° 10′ 37″ nord, 3° 35′ 38″ ouest   |        |
| Cathédrale de Burgos                                         | Espagne              | Culturel (ii), (iv), (vi)       | 1,03            | 78,107           | 316  | | 42° 20′ 24″ nord, 3° 42′ 14″ ouest   |        |
| Monastère et site de l'Escurial (Madrid)                     | Espagne              | Culturel (i), (ii), (vi)        | 94,11           |                  | 318  | | 40° 34′ 55″ nord, 4° 07′ 34″ ouest   |        |
| Parc Güell, palais Güell, Casa Milà à Barcelone              | Espagne              | Culturel (i), (ii), (iv)        |                 |                  | 320  | Étendu en 2005 à la crypte et façade de la nativité de la Sagrada Família, la Casa Batlló, la Casa Vicens et la crypte de la Colonie Güell, l'ensemble formant le bien « Œuvres d'Antoni Gaudí ». | 41° 24′ 47″ nord, 2° 09′ 11″ est     |        |
| Statue de la Liberté                                         | États-Unis           | Culturel (i), (vi)              | 5,95            |                  | 307  | | 40° 41′ 20″ nord, 74° 02′ 42″ ouest  |        |
| Parc national de Yosemite                                    | États-Unis           | Naturel (vii), (viii)           | 307 934         |                  | 308  | | 37° 44′ 46″ nord, 119° 35′ 49″ ouest |        |
| Temple du Soleil à Konârak                                   | Inde                 | Culturel (i), (iii), (vi)       | 10,62           |                  | 246  | | 19° 53′ 17″ nord, 86° 05′ 42″ est    |        |
| Ensemble de monuments de Mahabalipuram                       | Inde                 | Culturel (i), (ii), (iii), (vi) |                 |                  | 249  | | 12° 37′ 01″ nord, 80° 11′ 31″ est    |        |
| Anjar                                                        | Liban                | Culturel (iii), (iv)            |                 |                  | 293  | | 33° 43′ 34″ nord, 35° 55′ 48″ est    |        |
| Baalbek                                                      | Liban                | Culturel (i), (iv)              |                 |                  | 294  | | 34° 00′ 25″ nord, 36° 12′ 18″ est    |        |
| Byblos                                                       | Liban                | Culturel (iii), (iv), (vi)      |                 |                  | 295  | | 34° 07′ 08″ nord, 35° 38′ 53″ est    |        |
| Tyr                                                          | Liban                | Culturel (iii), (vi)            | 153,8           |                  | 299  | | 33° 16′ 19″ nord, 35° 11′ 38″ est    |        |
| Parc national du lac Malawi                                  | Malawi               | Naturel (vii), (ix), (x)        | 9 400           |                  | 289  | | 14° 01′ 59″ sud, 34° 52′ 59″ est     |        |
| Parc national Royal de Chitwan                               | Népal                | Naturel (vii), (ix), (x)        | 93 200          |                  | 284  | | 27° 30′ 00″ nord, 84° 19′ 59″ est    |        |
| Cité du Vatican                                              | Vatican              | Culturel (i), (ii), (iv), (vi)  | 44              |                  | 286  | | 41° 54′ 07″ nord, 12° 27′ 25″ est    |        |
| Parc national de la Salonga                                  | Zaïre                | Naturel (vii), (ix)             | 3 600 000       |                  | 280  | En péril depuis 1999 | 2° sud, 21° est                      |        |
| Parc national de Mana Pools, aires de safari Sapi et Chewore | Zimbabwe             | Naturel (vii), (ix), (x)        | 676 600         |                  | 302  | | 15° 49′ 08″ sud, 29° 24′ 29″ est     |        |

### En péril
| Bien                                | Pays     | Lien | Notes                                                 | Coordonnées                         | Illus. |
| ----------------------------------- | -------- | ---- | ----------------------------------------------------- | ----------------------------------- | ------ |
| Parc national des oiseaux du Djoudj | Sénégal  | 25   | En péril jusqu'en 1988, puis à nouveau de 2000 à 2006 | 16° 30′ 00″ nord, 16° 10′ 01″ ouest |        |
| Zone de conservation de Ngorongoro  | Tanzanie | 39   | En péril jusqu'en 1989                                | 3° 11′ 13″ sud, 35° 32′ 28″ est     |        |
| Parc national de la Garamba         | Zaïre    | 136  | En péril jusqu'en 1992, puis à nouveau depuis 1996    | 4° 00′ nord, 29° 15′ est            |        |

### Ajournements
Le Comité décide de différer l'inscription de plusieurs sites proposés.
| Site                                             | Pays       | Notes                                                                                       | Coordonnées                       | Illus. |
| ------------------------------------------------ | ---------- | ------------------------------------------------------------------------------------------- | --------------------------------- | ------ |
| Ville-mosquée historique de Bagerhat             | Bangladesh | Décision différée par le Comité. Le bien est inscrit au patrimoine mondial en 1985.         | 22° 40′ nord, 89° 48′ est         |        |
| Ruines du Vihara boudhique de Paharpur           | Bangladesh | Décision différée par le Comité. Le bien est inscrit au patrimoine mondial en 1985.         | 25° 01′ 52″ nord, 88° 58′ 38″ est |        |
| Sidon                                            | Liban      | Décision différée par le Comité                                                             | 33° 33′ 38″ nord, 35° 23′ 53″ est |        |
| Sites rupestres préhistoriques de Tadrart Acacus | Libye      | Examen ajourné à la demande de la Libye. Le bien est inscrit au patrimoine mondial en 1985. | 24° 49′ 59″ nord, 10° 19′ 59″ est |        |

### Inscriptions rejetées
Plusieurs propositions sont rejetées par le Comité.
| Site                                                | Pays       | Notes                                                                                       | Coordonnées                        | Illus. |
| --------------------------------------------------- | ---------- | ------------------------------------------------------------------------------------------- | ---------------------------------- | ------ |
| Parc national archéologique de Guayabo de Turrialba | Costa Rica | Rejet de la proposition d'inscription, après plusieurs ajournements les années précédentes. | 9° 58′ 22″ nord, 83° 41′ 27″ ouest |        |
| Deir-el-Qamar et Beiteddine                         | Liban      |                                                                                             | 33° 42′ nord, 35° 34′ est          |        |
| Site archéologique de la ville de Ptolémaïs         | Libye      |                                                                                             | 32° 42′ nord, 20° 57′ est          |        |
| Tripoli                                             | Liban      |                                                                                             | 32° 53′ 13″ nord, 13° 11′ 28″ est  |        |
| Parc national de Nyika                              | Malawi     |                                                                                             | 10° 40′ sud, 33° 50′ est           |        |
| Fort Ranikot (parc national de Kirthar (en))        | Pakistan   |                                                                                             | 25° 53′ 47″ nord, 67° 54′ 09″ est  |        |
| Parc national de la Maiko                           | Zaïre      |                                                                                             | 0° 24′ sud, 27° 34′ est            |        |
| Parc national des Kundelungu                        | Zaïre      |                                                                                             | 10° 15′ sud, 27° 36′ est           |        |